# Weissensee (lac)
Pour les articles homonymes, voir Weissensee.
Le Weissensee (en allemand : Weißensee) est un lac en Autriche, situé près des Alpes de Gailtal dans le land de Carinthie. À 930 mètres au-dessus le niveau de la mer, le Weissensee est le lac le plus haut de la Carinthie pour se baigner qui en été atteint une température agréable. La plupart du lac appartient à la commune de Weissensee.

## Géographie

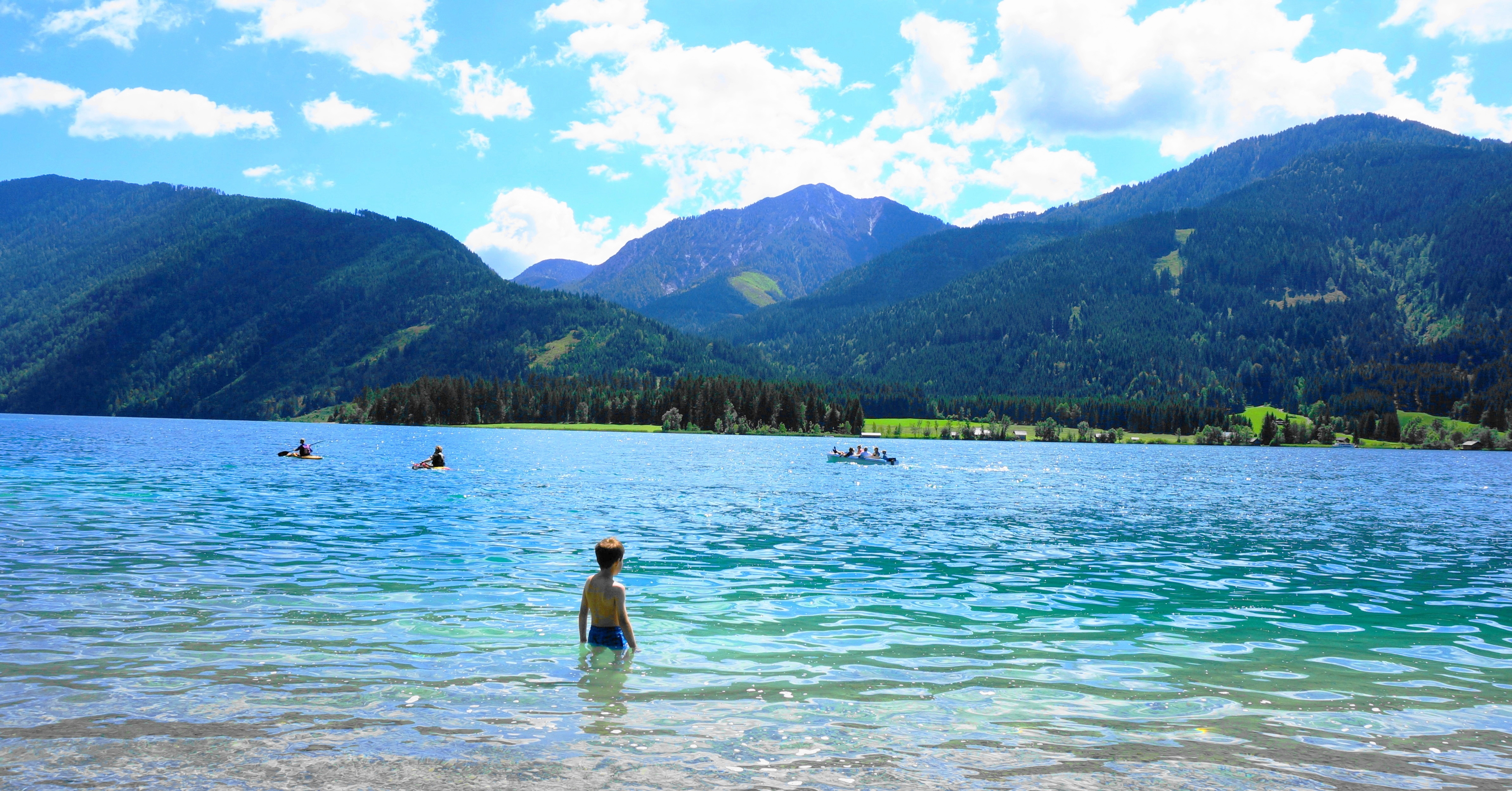
Au bord de l'eau

Le lac d'origine glaciaire se trouve dans une vallée en altitude, entre les Alpes de Gailtal et le mont Goldeck au nord. Le Weissensee a une longueur de 11,6 km, une largeur maximale de 900 m et une superficie d'environ 6,5 km2. Son bassin versant couvre 46 km2. Seulement un tiers de sa rive de 23 km est urbanisé, le reste est protégé. Un pont relie la rive Nord et la rive Sud au point le plus étroit près du village de Techendorf.
Le lac prend son nom (le « lac Blanc ») des banques calcaires près des rives. Il a deux affluents permanents (Praditzbach et Mühlbach) et plusieurs sources souterraines. À l'est le Weissenbach draine le Weissensee vers la Drave. La bonne qualité de l'eau garantit un grand stock de poissons (en particulier truite de lac, perche, carpe et brochet).
Une route raide (Weißensee Straße, B 87), en sortant de Greifenburg dans la vallée de la Drave et passant par l'ouest du lac, mène vers le sud à Hermagor. Au bord du lac, la partie orientale qui appartient à la commune de Stockenboi est accessible uniquement par un sentier étroit.

## Tourisme

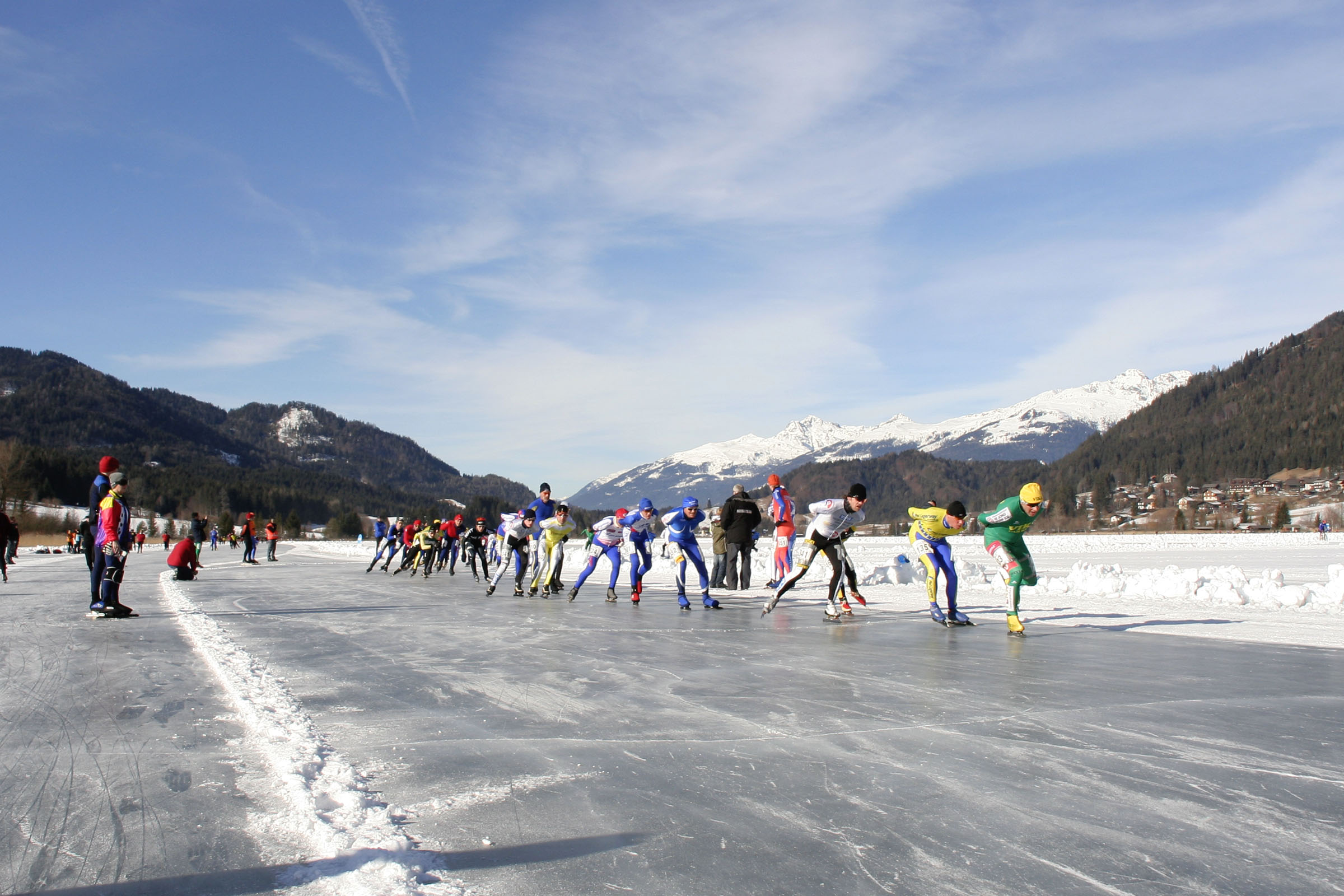
Alternatieve Elfstedentocht

Des bateaux de passagers sillonnent le lac. En hiver, le Weissensee offre la superficie de glace la plus grande des Alpes et des patinoires naturelles avec nombreuses compétitions sportives comme le fameux Alternatieve Elfstedentocht ou plongée sous glace. Une petite station de ski est située sur la rive sud.
Un réseau de sentiers de randonnée et VTT de plusieurs centaines de kilomètres et de tous degrés de difficulté entoure le lac. Le camping est autorisé dans les endroits prévus.

## Film
C'est sur ce lac qu'est tournée la scène d'action du 15e James Bond Tuer n'est pas jouer (1987), avec l'Aston Martin V8 conduite par Timothy Dalton.